# 조선로동당 중앙위원회 정치국 확대회의
조선로동당 중앙위원회 정치국 확대회의(朝鮮勞動黨 中央委員會 政治局 擴大會議)는 조선민주주의인민공화국의 최고 의사 결정 기구 가운데 하나이다. 조선로동당 중앙위원회 정치국의 확대회의는 위원만이 아니라 하부 간부까지 참석하는 회의이다. 줄여서 정치국 확대회의라고 부른다.

## 김정일 시기
김정일은 생전에 정치국 회의와 정치국 확대회의를 한 번도 열지 않았다. 또한 김정일은 공식 회의를 통해 중요 결정을 내리지 않았다. 김정은은 김일성 체제에서 열었던 정치국 회의를 2011년에 다시 열었다.

## 김정은 시기

### 1차 정치국 회의
김정일 사망 직후인 2011년 12월 30일 정치국 회의를 열어 김정은 제1위원장을 군 최고사령관으로 추대했다. 김정은 시대에 열린 첫번째 정치국 회의이다.

### 5차 정치국 회의
2012년 7월 15일 정치국 확대회의를 열어 리영호를 정치국 상무위원, 정치국 위원, 당 중앙군사위원회 부위원장 등의 모든 직무에서 해임했다.
리영호는 2009년 10년 9월 차수 칭호를 받고 후계자 신분이던 김정은 제1위원장과 나란히 조선로동당 중앙군사위원회 부위원장이 되면서 군부의 1인자로 통하던 인물이었다.
당시 정치국 확대회의에는 정치국 상무위원, 정치국 위원, 정치국 후보위원들이 참석했다.

### 6차 정치국 회의
2013년 12월 8일 김정은 정부의 6번째 정치국 회의가 열렸다. 확대회의 도중에 조선민주주의인민공화국의 최고 실력자로 있던 장성택을 체포하는 사진이 전세계에 보도되면서 확대회의가 갑자기 유명해졌다. 확대회의는 10시간이나 계속되었으며, 김정은은 여러차례 책상을 치며 격노했고, 장성택은 자아비판 없이 침묵으로 일관하다 체포되어 끌려나갔다. 정치국 확대회의에서 공개한 장성택의 죄목은 크게 8가지였다. 반당·반혁명적 종파행위, 최고사령관 명령 불복, 자원 헐값 매각, 부정부패, 여성들과 부당한 관계, 마약 및 외화탕진 도박이다.
2012년 군부 제1인자 리영호를 해임할 때보다 회의 참석자가 늘어났다. 정치국 위원, 정치국 후보위원, 당중앙위와 도당위원회, 무력기관의 고위간부들이 참석했다.